# Баташки говор
Баташкият говор е представител на родопските рупски говори.
Сходен е с разположения на изток хвойненски говор, но се отличава от него с:
- липса на тройна членна форма (членната форма на баташкия говор е една: -ът, -та, -то, -те);
- по-голямо мекост на съгласните, водеща до т’⇒к’, д’⇒г’ преходи: к’еп (теб), грèг’и (греди)